# Telekonverter

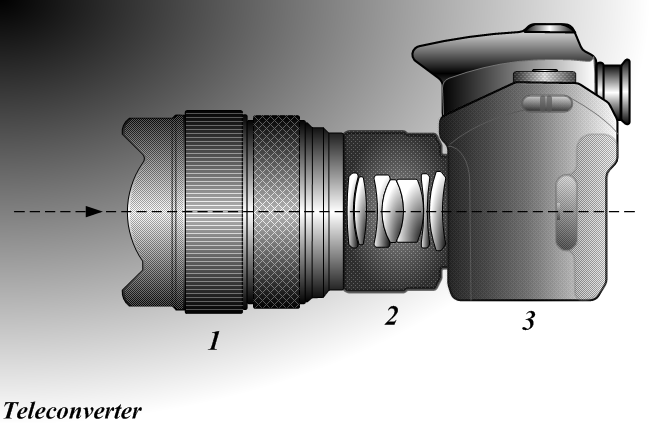
Bild på en Olympus EC-20 - 2x telekonverter som monteras mellan ett kamerahus och objektiv.
1. Objektiv
2. Telekonverter
3. Kamerahus

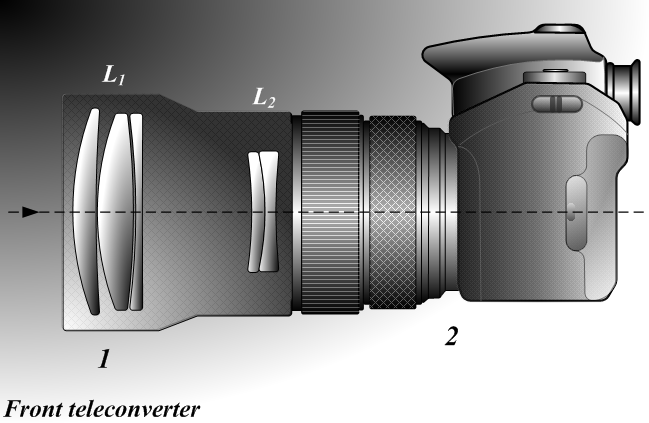
Bild på en telekonverter som monteras framför objektivet.

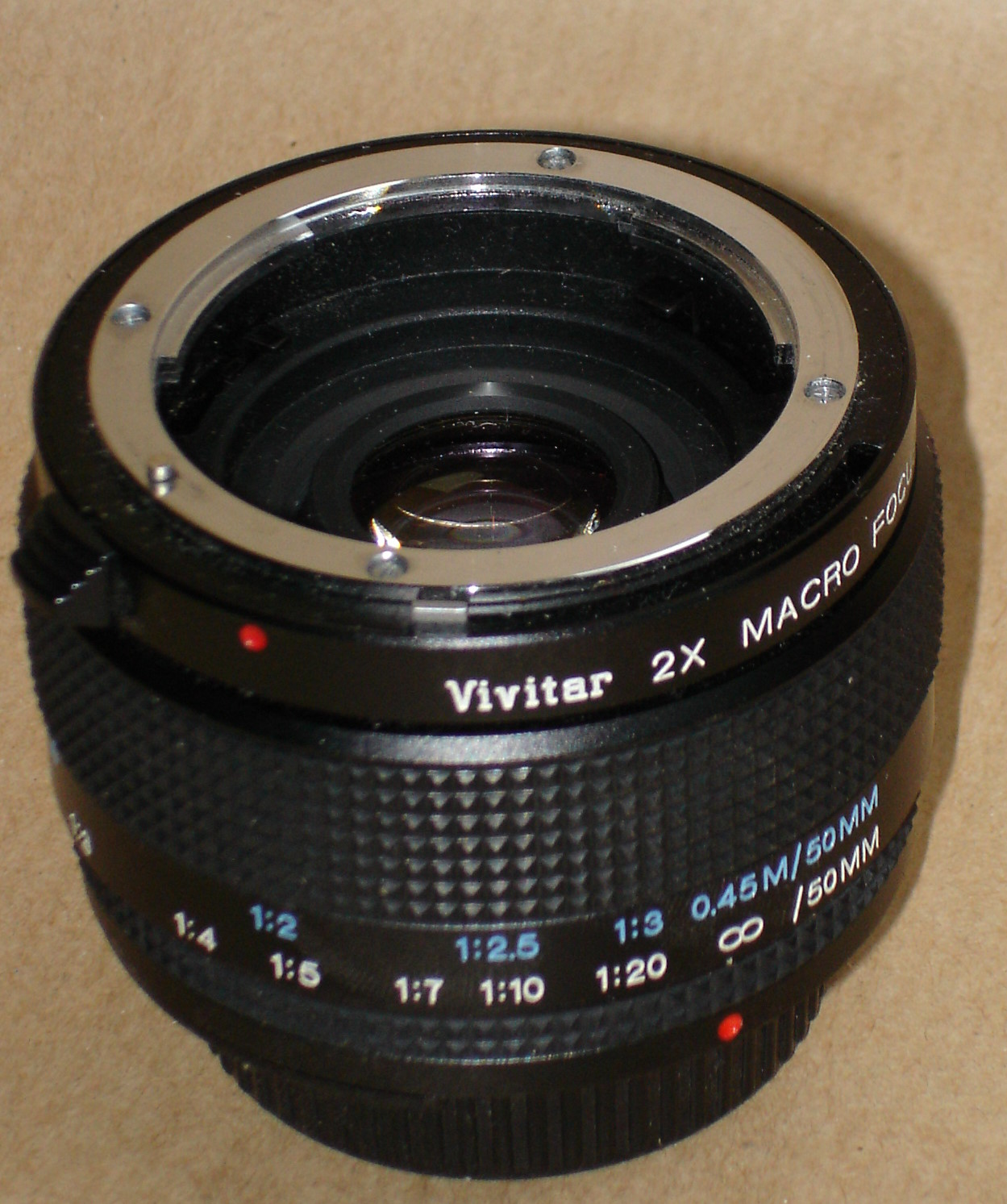
En telekonverter.

En telekonverter, ibland stavat teleconverter är ett kameratillbehör som optiskt förlänger brännvidden på ett teleobjektiv. Oftast förlängs brännvidden mellan 1,4 och 2,2 gånger. På systemkameror kopplas den normalt in mellan kamerahuset och objektivet. Eftersom telekonvertern skär av bildvinkeln ändrar den också objektivets ljusstyrka/bländartal med ungefär samma faktor. Till kameror utan utbytbara objektiv och videokameror finns telekonverters som istället skruvas fast på filtergängan framför objektivet. På så sätt kan man även förkorta brännvidden, det vill säga öka bildvinkeln, med hjälp av en så kallad vidvinkelkonverter. Telekonverters fungerar ibland dåligt ihop med korta brännvidder (vidvinkelobjektiv) vilket brukar resultera i mörka hörn på bilderna, det är värt att tänka på, särskilt vid användning av zoomobjektiv.